# Saturnia latifascia
Saturnia latifascia är en fjärilsart som beskrevs av Gschwandner. 1919. Saturnia latifascia ingår i släktet Saturnia och familjen påfågelsspinnare. Inga underarter finns listade.